# 書智徳
書 智徳（ふみ の ちとこ）は、飛鳥時代の人物。氏は文、名は知徳とも書く。姓は直のち連、忌寸。冠位は贈直大壱。子に塩麻呂がいた。壬申の乱の大海人皇子（天武天皇） 方功臣。

## 経歴
弘文天皇元年（672年）壬申の乱の勃発時、書智徳は大海人皇子の舎人であり、6月24日に皇子が挙兵を決意して吉野を発った際、草壁皇子・忍壁皇子や20人ほどの他の舎人と共に智徳は皇子に当初から従った。
天武天皇10年（681年）小錦下の冠位と連の姓を与えられる。天武天皇14年（684年）八色の姓の制定に伴い、書氏は連姓から忌寸姓に改姓している。また、持統朝に入ってから、壬申の乱の功労により100戸の封戸を与えられている。
持統天皇6年（692年）5月20日に直大壱（正四位上相当）の冠位と賻物（葬儀の際の贈り物）を贈られた。この日か直前に死んだと推定される。
大宝元年（701年）大宝律令が施行された際、大宝令の功封条に従って、かつて智徳に与えられた封戸100戸の1/4が子息に相続され、元正朝の霊亀2年（716年）には壬申の乱の功臣の子息として、智徳の子の塩麻呂（位階は従七位上）が功田を与えられている。